# Blapsilon cyanipes
Blapsilon cyanipes là một loài bọ cánh cứng trong họ Cerambycidae.